# Céline Verdonck
Céline Verdonck, née le 7 mars 1994 à Huy en Belgique, est une joueuse de football belge. Elle a joué au Standard de Liège pendant sept saisons, club avec lequel elle a remporté neuf titres.

## Palmarès
- Championne de Belgique (3): 2011 - 2012 - 2013 avec le Standard de Liège
- Championne de Belgique D2 (1): 2013 avec le Standard de Liège
- Championne de Belgique D3 (1): 2009 avec le Standard de Liège
- Vainqueur de la Coupe de Belgique (1): 2012 avec le Standard de Liège
- Vainqueur de la Coupe de Belgique des équipes B (1): 2009 avec le Standard de Liège
- Vainqueur Super Coupe de Belgique (2): 2011 - 2012 avec le Standard de Liège
- Doublé Championnat de Belgique-Coupe de Belgique (1): 2012
- Doublé Championnat de Belgique-Super Coupe de Belgique (2): 2011 - 2012
- Triplé Championnat de Belgique-Coupe de Belgique-Super Coupe de Belgique  (1) : 2012

### Bilan
- 9 titres

## Statistiques

### Ligue des Champions
- 2011-2012: 2 matchs avec le Standard de Liège